# نينو بورجانادزه
نينو بورجانادزه (بالجورجية: ნინო ბურჯანაძე) (و. 1964 – م) هي سياسية، وأستاذة جامعية، ومحامية جورجية من الاتحاد السوفيتي ولدت في كوتايسي.

## التعليم
تعلمت في جامعة تبليسي الحكومية، وجامعة موسكو الحكومية.

## روابط خارجية
- نينو بورجانادزه على موقع مونزينجر (الألمانية)
- نينو بورجانادزه على موقع كينوبويسك (الروسية)